# Lonovics József (főispán)
Krivinai Lonovics József (Eger, 1824. július 4. (keresztelés) – Budapest, 1902. június 8.) földbirtokos, jogász, Csanád vármegye főispánja.

## Életpályája
Elemi és középiskolai tanulmányait szülővárosában végezte el. Ezt követően a pozsonyi jogakadémián tanult jogot. 1845-ben Temes vármegye aljegyzője lett. Az 1848–49-es forradalom és szabadságharc után Lonovics József érsek mellett dolgozott. 1862 után Csanád vármegyében tevékenykedett. 1863-ban bizottmányi elnök lett. 1879–1901 között Csanád vármegye főispánja volt. 1885-ben megalakította a Csanádvármegyei Régészeti és Történelmi Társulatot.

## Családja
Édesapja Lonovics Ferenc, édesanyja Svidró Franciska volt. 1852. április 21-én  feleségül vette Hollósy Kornéliát (1827–1890), a „nemzet csalogányát”. Két fiuk született: Gyula (1854–1912) és Ferenc (1854–1856). Nagybátyja, az azonos nevű Lonovics József érsek volt.
1901–1946 között, valamint 1990 óta Makón sugárút viseli nevét.

## Díjai
- Lipót-rend lovagkeresztje (1889)
- Szent István-rend kiskeresztje (1901)
- Makó város díszpolgára (1902)